# Terellia cynarae
Terellia cynarae
 es una especie de insecto del género Terellia de la familia Tephritidae del orden Diptera. 
Camillo Rondani la describió científicamente por primera vez en el año 1870.